# یونزبرو
شهر یونزبرو (به سوئدی: Ljungsbro) در ناحیه شهری لینشوپینگ در کشور سوئد واقع شده‌است. جمعیت این شهر ۱۵۷۶٫۱۹  نفر است.